# Zagłębie Wałbrzych (piłka nożna)
Zagłębie Wałbrzych – polski klub piłkarski z siedzibą w Wałbrzychu. Zagłębie przez sześć sezonów (1968/1969–1973/1974) grało w ekstraklasie. Uczestnik Pucharu UEFA w latach 1971/1972.

## Historia
Klub został założony w 1945 roku na Białym Kamieniu, przy kopalni węgla kamiennego „Julia”. Stąd też pierwszą nazwa klubu – KS Julia Biały Kamień. Powojenna stalinowska reforma sportu w Polsce, wymusiła zmianę nazwy na KS Górnik Biały Kamień. W latach 50. Biały Kamień przyłączono do Wałbrzycha, związku z tym zniknął „Biały Kamień” – pojawia się w nazwie klubu „Wałbrzych”. Kolejna zmiana to dodanie słowa „Thorez”. Związane to było z nadaniem nazwy kopalni KWK „Thorez”. Do miasta przybyło wielu imigrantów z Francji i Belgii, którzy przyjechali pracować w miejscowych kopalniach. Byli to zagorzali komuniści, dlatego klub, jak i kopalnię „Julia”, nazwali nazwiskiem swojego przywódcy we Francji Maurice’a Thoreza. Klub funkcjonował pod nazwą KS Górnik Thorez Wałbrzych. Nazwa nie przypadła do gustu miejscowym; sukcesy klubu w latach 60. spowodowały wzmożony nacisk kibiców na zmianę i w 1968 zmieniono nazwę na GKS Zagłębie Wałbrzych. W tym samym roku drużyna z Białego Kamienia po raz pierwszy (i jedyny) awansowała do ekstraklasy, w której zajęła 10. miejsce (na 14 zespołów). Zagłębie było drugim dolnośląskim klubem, debiutującym w ekstraklasie (po Śląsku Wrocław), a po spadku Śląska Wrocław przez cztery sezony jedynym reprezentantem regionu w ekstraklasie.

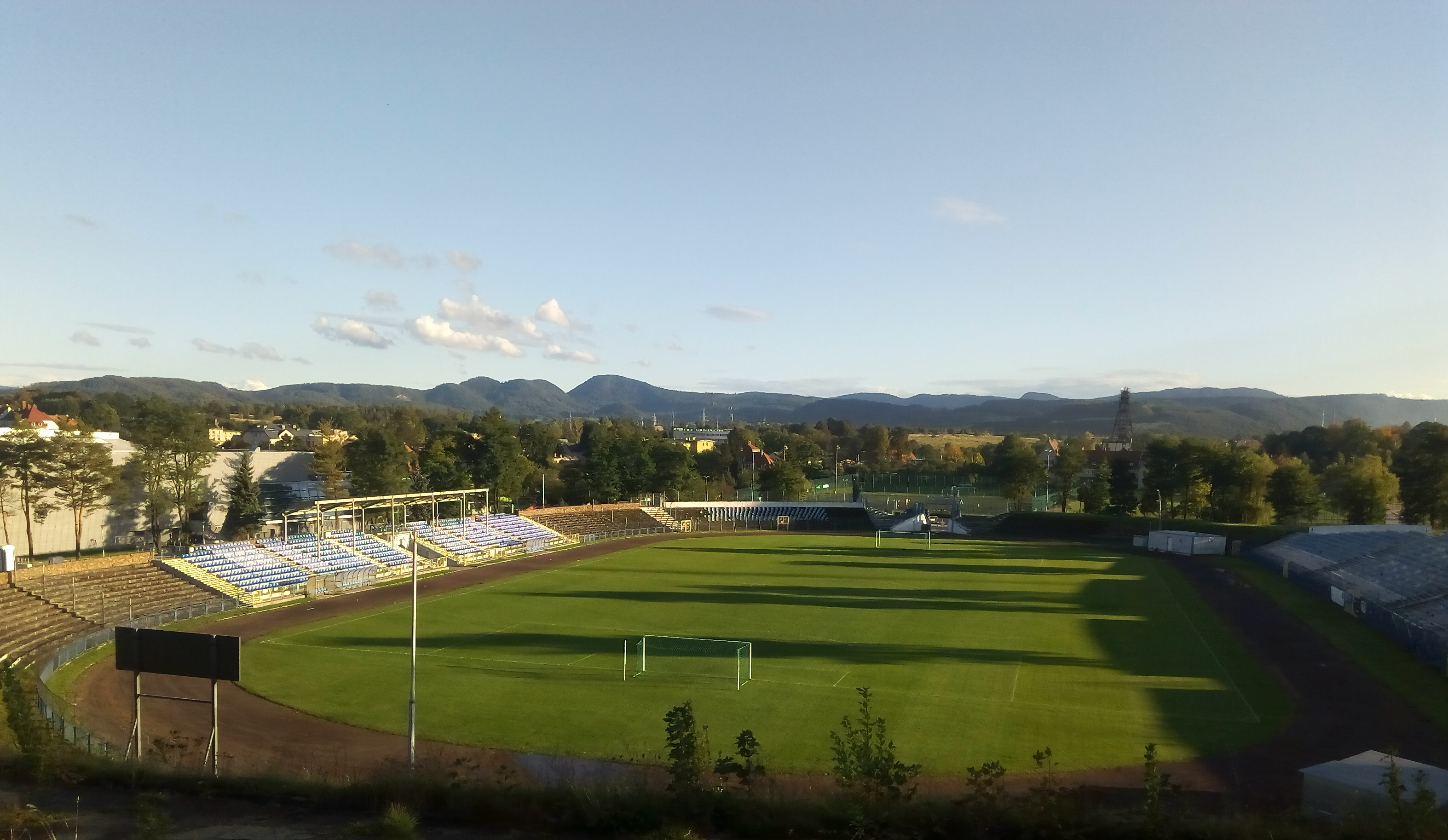
Stadion 1000-lecia w Wałbrzychu, na którym Zagłębie Wałbrzych odnosiło największe sukcesy

W następnym sezonie spadła o jedną pozycję, jednak kolejny – 1970/71 – był najlepszym w całej historii klubu. Zagłębie zajęło miejsce na podium, ustępując tylko takim klubom jak Górnik Zabrze i Legia Warszawa. Nagrodą było uczestnictwo w pierwszej edycji Pucharu UEFA (dawniej pod nazwą Puchar Miast Targowych). W pierwszej rundzie wałbrzyszanie pokonali 1:0 i 3:2 czeskie TJ Sklo Union Teplice, obecnie FK Teplice, zaś w drugiej ulegli nieznacznie rumuńskiemu UT Arad (1:1 w Wałbrzychu i 1:2 po dogrywce w Aradzie). Był to jedyny występ Zagłębia w europejskich pucharach. Najbardziej znanym piłkarzem klubu był bramkarz Marian Szeja, uczestnik piłkarskiego turnieju Olimpiady w Monachium, późniejszy zawodnik francuskiego AJ Auxerre. Kolejne sezony to powolny spadek, w 1972 było już miejsce 8., rok później 11., zaś w sezonie 1973/1974 Zagłębie bezpowrotnie spadło z ligi, zajmując ostatnie, 16. miejsce. Później klub grał regularnie w drugiej lidze, jednak sytuacja finansowa Zagłębia, jak i Górnika zmusiła na początku lat 90. do połączenia sił dwóch zwaśnionych klubów. Tak powstał Klub KP Wałbrzych, później KP Górnik/Zagłębie Wałbrzych. Mecze drużyny odbywały się na stadionie Zagłębia – Stadionie 1000-lecia, na Białym Kamieniu.
6 kwietnia 2006 zostało zarejestrowane Stowarzyszenie GKS Zagłębie Wałbrzych, tym samym doszło do reaktywacji sekcji piłkarskiej. Począwszy od sezonu 2006/2007 w klasie terenowej juniorów (OZPN Wałbrzych) występuje drużyna Zagłębia, której trenerem został dawny piłkarz Zagłębia Eugeniusz Piechocki. Budowa drużyny seniorów oparta jest na wychowankach klubu. Założona na nowo w roku 2007 zaczęła swoje występy od klasy „B”.
W sezonie 2009/10 Zagłębie Wałbrzych wywalczyło awans do klasy „A”, zajmując w rozgrywkach pierwsze miejsce. Juniorzy spadli z klasy okręgowej do klasy terenowej, zajmując ostatnie miejsce – 16.

### Nazwy
- 12 grudnia 1946 – KS Julia Biały Kamień
- KS Górnik Thorez
- 22 lutego 1968 – GKS Zagłębie Wałbrzych
- 1992 – KP Wałbrzych, następnie Górnik/Zagłębie Wałbrzych (fuzja z Górnikiem Wałbrzych)
- 2006 – GKS Zagłębie Wałbrzych (reaktywacja sekcji piłkarskiej)Marian Szeja najwybitniejszy zawodnik "zielono-czarnych" w 1979 i 2003 roku

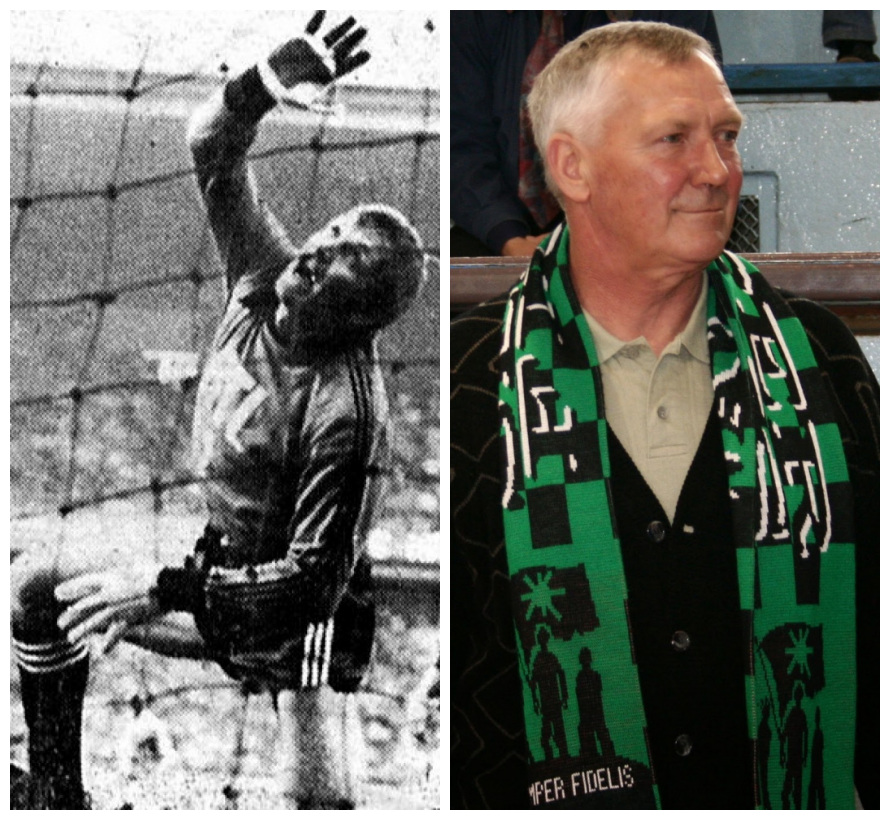
Marian Szeja najwybitniejszy zawodnik "zielono-czarnych" w 1979 i 2003 roku

## Osiągnięcia
- 3. miejsce w I lidze – 1970/1971
- Ćwierćfinał Pucharu Polski (2x) – 1962/63, 1992/93
- II runda Pucharu UEFA (1/16 finału) – 1971/72

## Zawodnicy
Reprezentanci Polski w barwach Zagłębia: Marian Szeja, Joachim Stachuła i Stanisław Paździor.

## Występy sezon po sezonie
| Sezon     | Rozgrywki ligowe | Rozgrywki ligowe          | Rozgrywki ligowe | Puchar Polski (rozgrywki centralne) | Uwagi | Uwagi |
| Sezon     | Liga             | Liga                      | Miejsce          | Puchar Polski (rozgrywki centralne) | Uwagi | Uwagi |
| --------- | ---------------- | ------------------------- | ---------------- | ----------------------------------- | --- | --- |
| 1962/1963 | brak danych      | brak danych               | brak danych      | 1/4 finału                          | | |
| 1963/1964 | III              | Liga okręgowa             |                  | –                                   | Awans po barażach.                                                                                               | Awans po barażach.                                                                                               |
| 1964/1965 | II               | II liga                   | 6/16             | II runda                            | Pierwsze drugoligowe derby Wałbrzycha pomiędzy Zagłębiem (wówczas Górnikiem Thorez) a Górnikiem.                 | Pierwsze drugoligowe derby Wałbrzycha pomiędzy Zagłębiem (wówczas Górnikiem Thorez) a Górnikiem.                 |
| 1965/1966 | II               | II liga                   | 4/16             | II runda                            | | |
| 1966/1967 | II               | II liga                   | 8/16             | 1/16 finału                         | | |
| 1967/1968 | II               | II liga                   | 1/16             | 1/16 finału                         | | |
| 1968/1969 | I                | I liga                    | 10/14            | 1/8 finału                          | Najwyżej notowany klub z Dolnego Śląska (Śląsk Wrocław zajął 13. miejsce).                                       | Najwyżej notowany klub z Dolnego Śląska (Śląsk Wrocław zajął 13. miejsce).                                       |
| 1969/1970 | I                | I liga                    | 11/14            | 1/16 finału                         | | Jedyny dolnośląski klub w I lidze.                                                                               |
| 1970/1971 | I                | I liga                    | 3/14             | 1/8 finału                          | | Jedyny dolnośląski klub w I lidze.                                                                               |
| 1971/1972 | I                | I liga                    | 8/14             | 1/8 finału                          | 3. miejsce w grupie Pucharu Intertoto.                                                                           | Jedyny dolnośląski klub w I lidze.                                                                               |
| 1971/1972 | I                | I liga                    | 8/14             | 1/8 finału                          | 1/16 finału Pucharu UEFA                                                                                         | Jedyny dolnośląski klub w I lidze.                                                                               |
| 1972/1973 | I                | I liga                    | 11/14            | 1/8 finału                          | | Jedyny dolnośląski klub w I lidze.                                                                               |
| 1973/1974 | I                | I liga                    | 16/16            | 1/16 finału                         | | |
| 1974/1975 | II               | II liga (gr. północna)    | 4/16             | –                                   | | |
| 1975/1976 | II               | II liga (gr. północna)    | 6/16             | 1/8 finału                          | | |
| 1976/1977 | II               | II liga (gr. północna)    | 2/16             | –                                   | | |
| 1977/1978 | II               | II liga (gr. północna)    | 4/16             | 1/16 finału                         | | |
| 1978/1979 | II               | II liga (gr. zachodnia)   | 4/16             | III runda                           | | |
| 1979/1980 | II               | II liga (gr. zachodnia)   | 2/16             | II runda                            | | |
| 1980/1981 | II               | II liga (gr. zachodnia)   | 5/16             | 1/8 finału                          | | |
| 1981/1982 | II               | II liga (gr. zachodnia)   | 5/16             | 1/8 finału                          | | |
| 1982/1983 | II               | II liga (gr. zachodnia)   | 6/16             | 1/16 finału                         | | |
| 1983/1984 | II               | II liga (gr. zachodnia)   | 5/16             | III runda                           | | |
| 1984/1985 | II               | II liga (gr. zachodnia)   | 12/16            | III runda                           | Puchar Polski Wałbrzyskiego OZPN (zespół rezerw)                                                                 | Puchar Polski Wałbrzyskiego OZPN (zespół rezerw)                                                                 |
| 1985/1986 | II               | II liga (gr. zachodnia)   | 16/16            | II runda                            | | |
| 1986/1987 | III              | III liga (gr. V)          | 1/14             | II runda                            | Puchar Polski Wałbrzyskiego OZPN                                                                                 | Puchar Polski Wałbrzyskiego OZPN                                                                                 |
| 1987/1988 | II               | II liga (gr. zachodnia)   | 5/16             | II runda                            | | |
| 1988/1989 | II               | II liga (gr. zachodnia)   | 4/16             | III runda                           | | |
| 1989/1990 | II               | II liga                   | 5/20             | II runda                            | | |
| 1990/1991 | II               | II liga                   | 16/20            | 1/8 finału                          | | |
| 1991/1992 | II               | II liga (gr. zachodnia)   | 11/18            | 1/16 finału                         | Ostatnie ligowe derby Wałbrzycha pomiędzy Zagłębiem a Górnikiem.                                                 | Ostatnie ligowe derby Wałbrzycha pomiędzy Zagłębiem a Górnikiem.                                                 |
| 1992/1993 | II               | II liga (gr. zachodnia)   | 11/18            | 1/4 finału                          | Klub rozpoczął rozgrywki jako Zagłębie, by w przerwie zimowej połączyć się z Górnikiem Wałbrzych w KP Wałbrzych. | Klub rozpoczął rozgrywki jako Zagłębie, by w przerwie zimowej połączyć się z Górnikiem Wałbrzych w KP Wałbrzych. |
|           |                  |                           |                  |                                     | | |
| 2008/2009 | VIII             | Klasa B (gr. Wałbrzych)   | 4/8              | –                                   | | |
| 2009/2010 | VIII             | Klasa B (gr. Wałbrzych)   | 1/10             | –                                   | | |
| 2010/2011 | VII              | Klasa A (gr. Wałbrzych I) | 7/16             | –                                   | | |
| 2011/2012 | VII              | Klasa A (gr. Wałbrzych I) | 11/16            | –                                   | | |
| 2012/2013 | VII              | Klasa A (gr. Wałbrzych I) | 16/16            | –                                   | | |
| 2013/2014 | VIII             | Klasa B (gr. Wałbrzych)   | 8/10             | –                                   | | |
| 2014/2015 | VIII             | Klasa B (gr. Wałbrzych)   | 3/8              | –                                   | | |
| 2015/2016 | VIII             | Klasa B (gr. Wałbrzych)   | 5/6              | –                                   | | |
| 2016/2017 | VIII             | Klasa B (gr. Świdnica I)  | 7/14             | –                                   | | |
| 2017/2018 | VIII             | Klasa B (gr. Świdnica I)  | 1/14             | –                                   | | |
| 2018/2019 | VII              | Klasa A (gr. Wałbrzych)   | 10/16            | –                                   | | |
| 2019/2020 | VII              | Klasa A (gr. Wałbrzych I) | 14/16            | –                                   | | |
| 2020/2021 | VII              | Klasa A (gr. Wałbrzych I) | 9/16             | –                                   | | |
| 2021/2022 | VII              | Klasa A (gr. Wałbrzych I) | 14/16            | –                                   | | |
| 2022/2023 | VII              | Klasa A (gr. Wałbrzych I) | 12/16            | –                                   | | |
| 2023/2024 | VII              | Klasa A (gr. Wałbrzych I) | 10/16            | –                                   | | |
| 2024/2025 | VII              | Klasa A (gr. Wałbrzych I) | 12/16            | –                                   | | |

## Europejskie puchary
Legenda do wszystkich tabel:
- Q – runda eliminacyjna, 1/16, 1/8, 1/4, 1/2 – odpowiednia faza rozgrywek, Grupa – runda grupowa, 1r gr – pierwsza runda grupowa, 2r gr – druga runda grupowa, F – finał, R – runda, PO – play-off
- k. – rzuty karne, los. – losowanie, Dogr. – dogrywka, w. – zasada bramek strzelonych na wyjeździe

| Sezon   | Rozgrywki        | Runda   | Przeciwnik          | Dom | Wyjazd | Ogólnie    |
| ------- | ---------------- | ------- | ------------------- | --- | ------ | ---------- |
| 1971    | Puchar Intertoto | Grupa 6 | Eintracht Brunszwik | 0–1 | 0–1    | 3. miejsce |
| 1971    | Puchar Intertoto | Grupa 6 | Malmö FF            | 2–0 | 0–4    | 3. miejsce |
| 1971    | Puchar Intertoto | Grupa 6 | Young Boys Berno    | 0–2 | 1–0    | 3. miejsce |
| 1971/72 | Puchar UEFA      | 1R      | Union Teplice       | 1–0 | 3–2    | 4–2        |
| 1971/72 | Puchar UEFA      | 2R      | UT Arad             | 1–1 | 1–2    | 2–3, Dogr. |

## Sekcja kobieca
W dniu 22.07.2019, zostało ogłoszone otwarcie kobiecej sekcji, z równoczesnym rozpoczęciem naboru do Żeńskiej Akademii Zagłębia Wałbrzych. Jednocześnie kobiecy zespół Zagłębia został zgłoszony do rozgrywek III ligi kobiet. Pierwszy oficjalny mecz odbył się 25 sierpnia, a rywalem był zespół KS Ślęza Wrocław. Podopieczne Łukasza Wojciechowskiego w swoim debiutanckim meczów przegrały 0:13 (0:7). Swoje pierwsze zwycięstwo 2:1 dziewczyny odnotowały w 6. kolejce, podejmując zespół Kolektyw Radwanice.

## Występy sezon po sezonie
| Sezon     | Rozgrywki ligowe                | Rozgrywki ligowe | Uwagi                                          |
| --------- | ------------------------------- | ---------------- | ---------------------------------------------- |
| Sezon     | Liga                            | Miejsce          | Uwagi                                          |
| 2019/2020 | III Liga Kobiet gr. dolnośląska | 7/8              | spadek z powodu reorganizacji rozgrywek kobiet |
| 2020/2021 | IV Liga Kobiet gr. dolnośląska  | 7/9              |                                                |
| 2021/2022 | IV Liga Kobiet gr. dolnośląska  | 8/10             |                                                |

Obecnie, po zlikwidowaniu AZS PWSZ Wałbrzych, Zagłębie Wałbrzych pozostaje jedyną wałbrzyską piłkarską kobiecą drużyną.